# 狼尾草麦角碱
狼尾草麦角碱是一种含氮有机化合物，化学式C16H18N2O2，属于麥角靈衍生物，存在于丁香茄、長梗毛娥房藤等多种植物中。